# Nathan Elasi
Nathan Michael Elasi  (* 18. November 1989 in Sydney) ist ein australischer Fußballspieler. 

## Karriere
Elasi begann seine Aktivenkarriere bei den Marconi Stallions auf Bundesstaatsebene in New South Wales. Im Januar 2008 wurde er auf Empfehlung seines U-20-Nationalmannschaftskameraden Sebastian Ryall vom A-League-Klub Melbourne Victory als Ergänzungsspieler für die bevorstehende AFC Champions League 2008 unter Vertrag genommen und kam im Wettbewerbsverlauf zu einem Einsatz. In der anschließenden Saison 2008/09, die Melbourne mit dem Gewinn der Meisterschaft abschloss, wurde Elasi nicht eingesetzt und kam lediglich für das Jugendteam in der National Youth League zum Einsatz. In der Saison 2009/10 kam er zu einer Reihe von Kurzeinsätzen, erhielt aber am Saisonende keinen neuen Vertrag. Elasi kehrte daraufhin in die NSW Premier League zurück und spielt dort für die Bonnyrigg White Eagles, 2012 wechselte er innerhalb der Liga zu den Marconi Stallions.
2008 nahm der Stürmer mit der australischen U-20-Auswahl an der U-19-Asienmeisterschaft in Saudi-Arabien teil, blieb im Turnierverlauf aber ohne Einsatz. 2009 gehörte er zum australischen Aufgebot bei der Junioren-Weltmeisterschaft in Ägypten und kam beim Vorrundenaus  als Einwechselspieler zu zwei Einsätzen.